# Пайшан, Родольфо Густаво да
Родольфо Густаво да Пайшан (порт. Rodolfo Gustavo da Paixão; 13 июля 1853, Сан-Брас-ду-Суасуи — 18 ноября 1925, Рио-де-Жанейро) — бразильский военный и государственный деятель, маршал, поэт, прозаик. Губернатор штата Гояс (1890—1891 и 1891)

## Биография
С молодости занимался военной карьерой. Окончил военное училище в Рио-де-Жанейро, был военным инженером, имел степень бакалавра математики и физических наук. Прошёл курсы Генерального штаба.
В 1878—1879 годах был членом редакционной коллегии Revista da Sociedade Phenix Litteraria.
После провозглашения Бразильской республики в 1889 году был назначен губернатором штата Гояс (24 февраля 1890 — 20 января 1891).
После отставки президента Деодору да Фонсека отправлен в отставку. Участник аболиционистской и республиканской кампаний.
Во время восстания военно-морского флота в Бразилии в 1893 году был военным комендантом гарнизона Минас-Жерайс.
Командовал военной колонией Высокого Уругвая (нынешний Трес-Пасус), созданной в 1879 году для обеспечения господства Бразильской империи на этой территории. Руководил военными работами в штатах Рио-де-Жанейро, Парана, Минас-Жерайс и Риу-Гранде-ду-Сур.
В 1913 году ему было присвоено звание бригадного генерала, затем был произведен в маршалы, позже ушёл в отставку. Федеральный депутат.

## Избранные публикации
- Scenas da escravidão (Río de Janeiro, 1874)
- Victor Hugo e Castellar (Río de Janeiro, 1876)
- Senio (Alto Uruguai, 1881)
- A Inconfidencia (Río de Janeiro, 1896)
- Trinos e cantos (Río de Janeiro, 1896)
- Miscelânea, líricos, facetos, quadros, turbilhões. (Porto Alegre, 1885)

## Награды
- Кавалер Ависского ордена
- Золотая военная медаль

## Книги

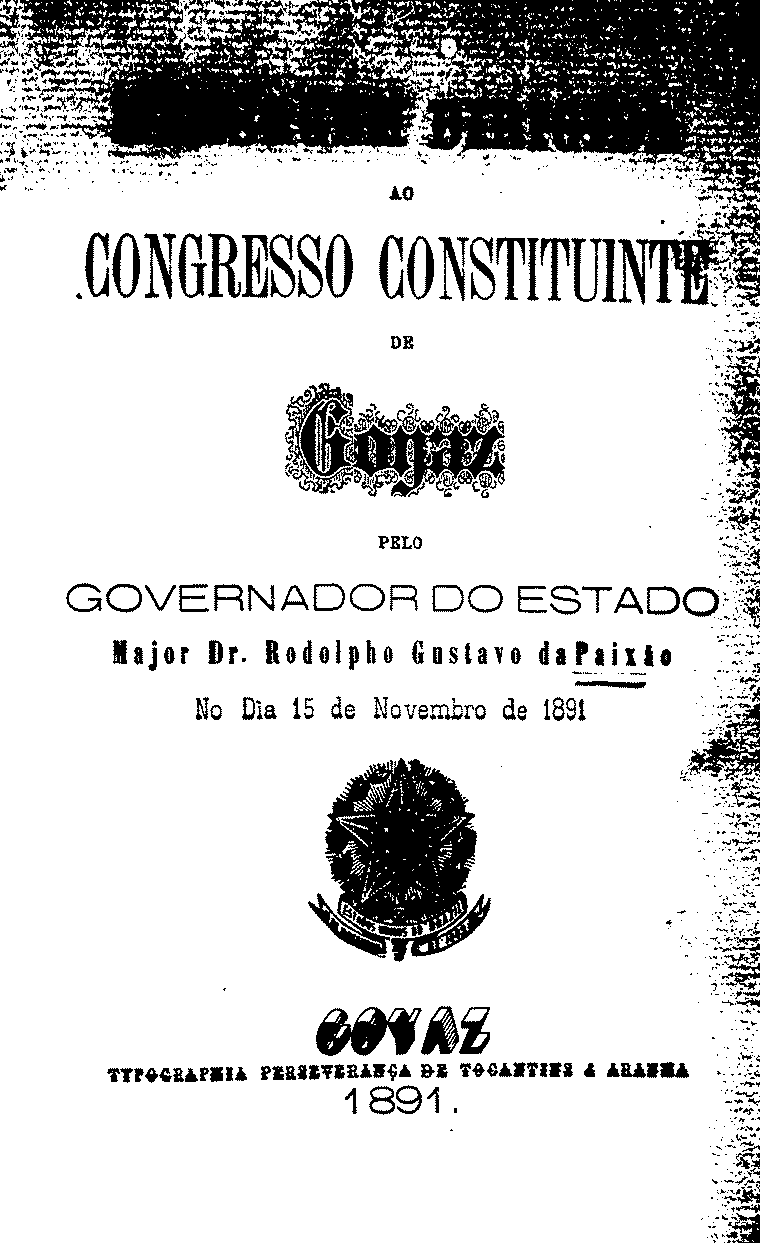
"Mensagem Dirigida ao Congresso Constituinte de Goyaz"
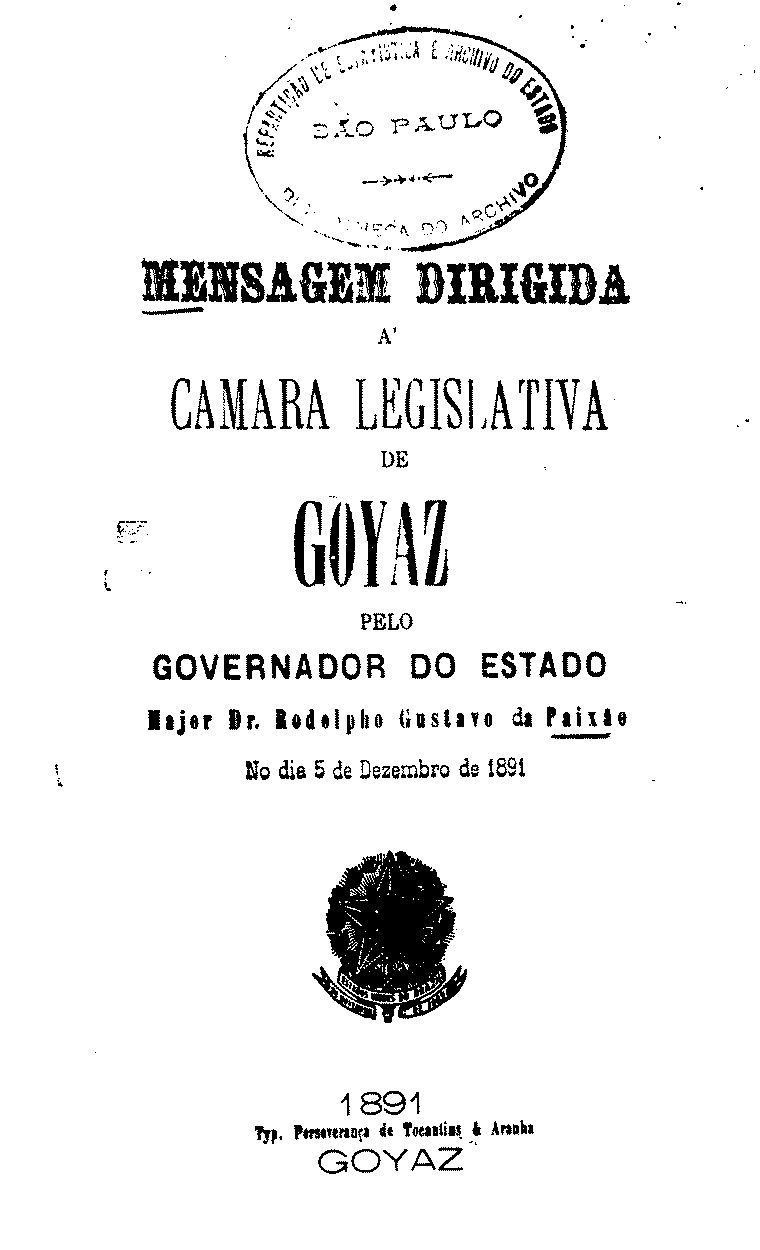
"Mensagem Dirigida à Câmara Legislativa de Goyaz"
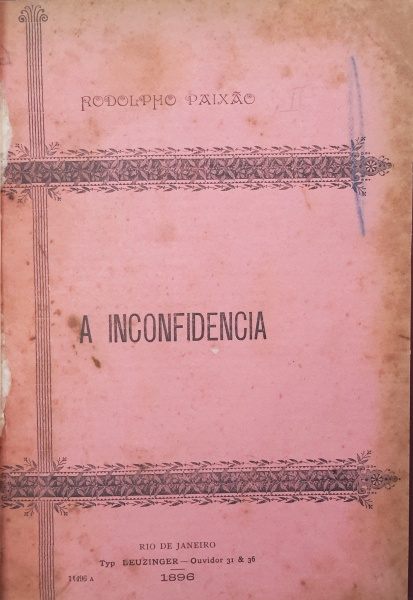
"A Inconfidencia" Book
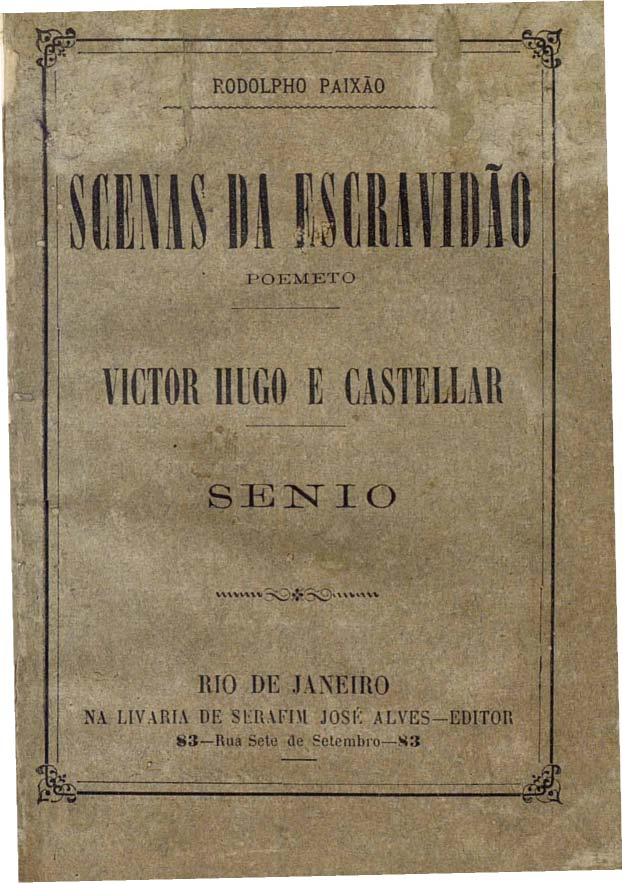
"Scenas da Escravidão" Book
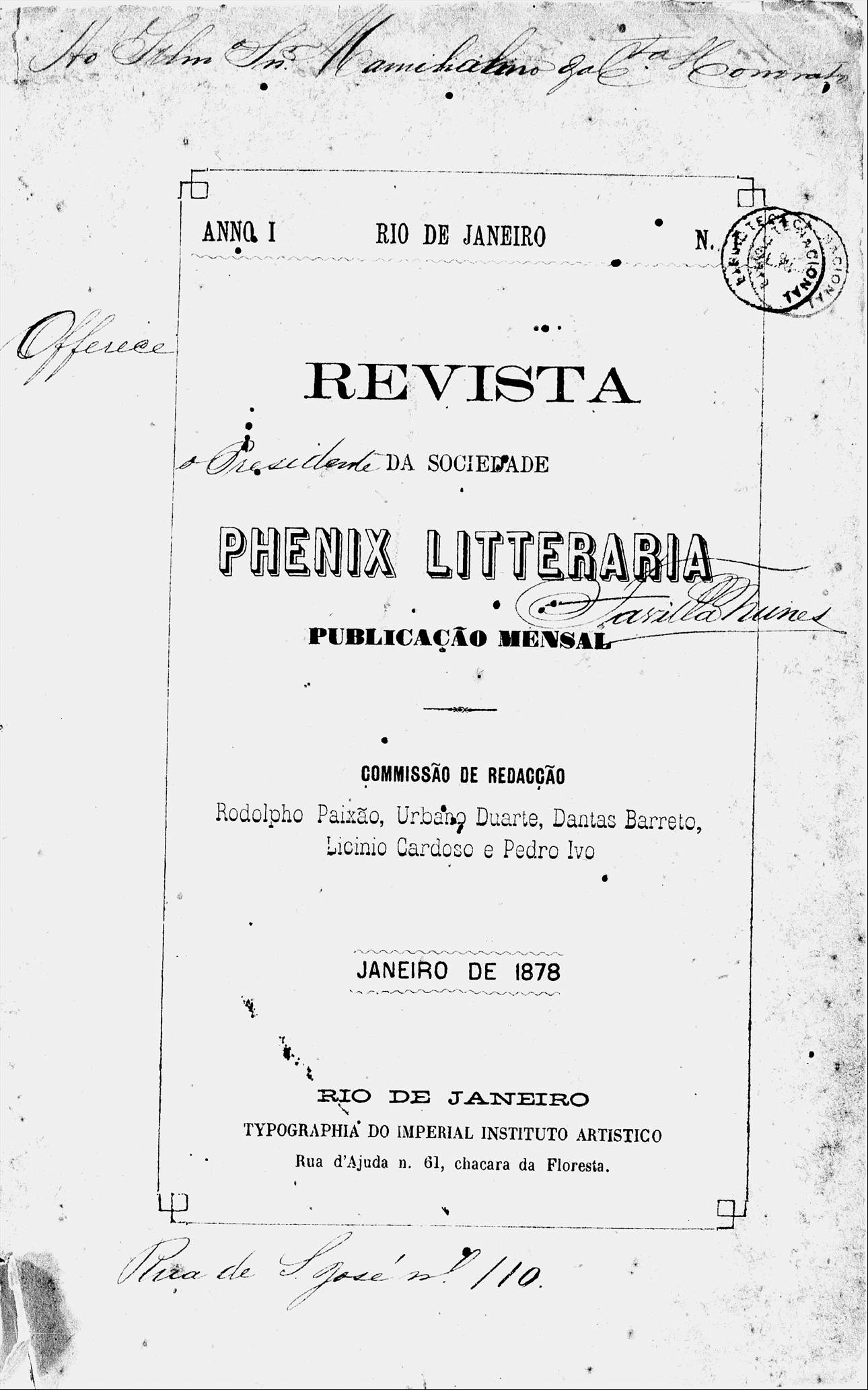
"Revista da Sociedade Phenix Litteraria" Magazine